# Карпов Віктор Зіновійович
Віктор Зіновійович Карпов (нар. 10 березня 1895, село Селидба Хвалинського повіту Саратовської губернії, тепер Саратовської області, Російська Федерація — розстріляний 27 листопада 1937, місто Москва, Російська Федерація) — радянський партійний діяч, прокурор Самарської та Ярославської губерній, голова Ярославської губернської контрольної комісії ВКП(б), член ВЦВК. Член Центральної контрольної комісії ВКП(б) у 1927—1934 роках. Член Комісії радянського контролю при РНК СРСР у 1934—1937 роках.

## Біографія
Народився в селянській родині, батько працював на риболовних суднах і промислах Каспійського моря. У 1903 році Віктор Карпов закінчив трикласну церковноприходську школу в місті Астрахані.
У вересні 1907 — серпні 1914 року — помічник прибиральника, кормщик (рульовий) за наймом у містах Дербенті, Петровську Саратовської губернії та Астрахані.
У вересні 1914 — жовтні 1917 року — рядовий лейб-гвардійського Петроградського полку російської армії.
Член РСДРП(б) з грудня 1914 року.
У жовтні 1917 — лютому 1918 року — начальник і військовий комісар червоногвардійського загону, заступник голови та голова революційного комітету Нарвського району міста Петрограда.
У лютому — червні 1918 року — голова колегії внутрішніх справ Нарвського району міста Петрограда.
У червні — вересні 1918 року — комісар штабу Московської застави міста Петрограда.
У вересні 1918 — лютому 1922 року — товариш (заступник) голови Пензенської губернської надзвичайної комісії (ЧК), голова Пензенського губернського революційного трибуналу.
У лютому — жовтні 1922 року — голова колегії Самарського губернського воєнно-громадянського трибуналу.
У жовтні 1922 — вересні 1926 року — прокурор Самарської губернії.
У листопаді 1926 — листопаді 1927 року — прокурор Ярославської губернії.
У листопаді 1927 — листопаді 1928 року — голова Ярославської губернської контрольної комісії ВКП(б) — робітничо-селянської інспекції.
У грудні 1928 — вересні 1930 року — слухач курсів марксизму-ленінізму в Москві.
У жовтні 1930 — квітні 1931 року — керівник закордонної інспекції Народного комісаріату робітничо-селянської інспекції СРСР у Лондоні (Велика Британія), співробітник АРКОС та заступник торгового представника СРСР у Великій Британії.
У квітні 1931 — листопаді 1934 року — керівник закордонної інспекції Народного комісаріату робітничо-селянської інспекції СРСР у Берліні (Німеччина). Одночасно, член колегії Народного комісаріату робітничо-селянської інспекції. 4 лютого 1932 — 26 січня 1934 року — кандидат у члени президії Центральної контрольної комісії ВКП(б).
У грудні 1934 — жовтні 1935 року — керівник групи зовнішньої торгівлі Комісії радянського контролю при РНК СРСР.
У жовтні 1935 — липні 1937 року — уповноважений Комісії радянського контролю при РНК СРСР по Харківській області УРСР.
4 липня 1937 року заарештований органами НКВС. Засуджений Воєнною колегією Верховного суду СРСР 27 листопада 1937 року до страти, розстріляний того ж дня. Похований на Донському цвинтарі Москви.
22 вересня 1956 року реабілітований, 13 грудня 1956 року посмертно відновлений у партії.